# Ландратная мыза
Мы́за ры́царства (нем. Ritterschaftsgut, эст. rüütelkonnamõis, rüütlikogu mõis), также ландра́тная мы́за (нем. Landratsgut, эст. landraadi mõis) — в XVII–XX веках большое земельное владение в остзейских губерниях Российской империи, принадлежавшее местному рыцарству (дворянству) как сословному самоуправлению.

## Понятие
Мызы рыцарства принадлежали местному рыцарству как привилегированному сословию. По правовому статусу они были близки к рыцарским мызам. Обычно это были бывшие государственные мызы, пожертвованные для содержания различных целевых учреждений местного дворянства. Наряду с пожертвованными владениями, рыцарство также могло иметь арендованные у короны мызы. Застройка усадьбы мызы рыцарства по сравнению с рыцарской мызой обычно была более экономной.
На территории современной Эстонии в 1910 году насчитывалось 11 мыз рыцарства.

## Мызы рыцарства вПрибалтике

### Эстляндское рыцарство

#### Мызы Эстляндского рыцарства
- Мыза Кай (нем. Kay, эст. Kaiu mõis) — Юуруский приход, основана в 1650 году[5], пожертвована рыцарству в 1651 году, размер 8266 десятин[6].
- Мыза Коддил (нем. Koddil, эст. Kodila mõis) — Раплаский приход[7], во владении рыцарства в 1859−1872 годах.
- Мыза Куда (нем. Kuda, эст. Kuuda mõis) — Мярьямааский приход, полумыза.
- Мыза Лаакт (нем. Laakt, эст. Lagedi mõis) — Юриский приход, во владении рыцарства в 1859−1873 годах[8].
- Мыза Наппель (нем. Nappel, эст. Nabala mõis) — Юриский приход[9], пожертвована в 1651 году, размер 6751 десятина.
- Мыза Куймец (нем. Kuimetz, эст. Kuimetsa mõis) — Юуруский приход[10], пожертвована в 1651 году, размер 7272 десятины.
- Мыза Метцтакен (нем. Metztacken, эст. Metstaguse mõis) — Ярва-Яаниский приход, во владении рыцарства в 1859−1868 годах.
- Мыза Гейдемец (нем. Heidemetz, эст. Prümli mõis) — Амблаский приход, во владении рыцарства в 1859−1871 годах, с 1869 года — полумыза.
- Мыза Саулеп (нем. Saulep, эст. Saulepi mõis) — Варблаский приход[11], во владении рыцарства в 1859−1864 годах.

#### Мыза заведения для благородных девиц
- Мыза Финн (нем. Finn, эст. Vinni mõis) — Виру-Яагупиский приход, пожертвована Иоганном Дитрихом Ренненкампфом (Johann Dietrich Edler von Rennenkampff) пансионату для благородных девиц имени Иоганна Дитрихштейна, во владении рыцарства в 1783−1918 годах. В 1806 году пансионат был преобразован в учебно-воспитательное заведение для благородных девиц. Так как мыза находилась в статусе учебного заведения, она не была отчуждена и поделена на мелкие земельные владения в ходе земельной реформы 1919 года и стала практически единственной мызой Эстонии, проработавшей в статусе крупной хозяйственной единицы до 1939 года[12][13]. В 1792 году на мызе насчитывалось 1400 крепостных крестьян, в 1913 году площадь мызы составляла 13,9 тысяч гектаров[14].  В 1937 году на мызу Винни был переведён Вильяндиский пансионат для благородных девиц (эст. Viljandi aadlipreilide varjupaik)[15][16].

### Ливонское рыцарство

#### Мызы Ливонского рыцарства
- Мыза Дуткеншоф (нем. Dutkenshof, латыш. Dutkas muiža) — Трикатский приход, во владении рыцарства в 1725−1786 годах; размер в 1816 году 7 сох, в подчинении находилось 110 душ мужского пола и 132 души женского пола[17].
- Мыза Липскалн (нем. Lipskaln, латыш. Lipškalna muiža) — Трикатский приход[18], во владении рыцарства в 1725−1786 и 1797−1920 годах; размер 10 сох, в подчинении 174 души мужского пола и 203 души женского пола[19].
- Мыза Луббенхоф (нем. Lubbenhof, латыш. Lubu muiža) — Трикатский приход, во владении рыцарства в 1725−1786 и 1797−1920 годах; размер 8 сох, в подчинении 161 душа мужского пола и 177 душ женского пола[19].
- Мыза Планхоф (нем. Planhof, латыш. Plāņu muiža) — во владении рыцарства в 1725−1786 и 1797−1920 годах; в 1816 году размер 12 и 7/8 сохи, в подчинении 335 душ мужского пола и 356 душ женского пола[19][20].
- Мыза Шлосс-Трикатен (нем. Schloß Trikaten, латыш. Trikātas muiža) — Трикатский приход, во владении рыцарства в 1725−1786 и 1797−1920 годах; в 1816 году размер 17 и 1/2 сохи, в подчинении 273 души мужского пола и 323 души женского пола[19].
- Мыза Альт-Врангельсхоф (нем. Alt-Wrangelshof, латыш. Vecbrenguļu muiža) — Трикатский приход, во владении рыцарства в 1725−1786 и 1797−1920 годах; в 1816 году размер 10 и 7/8 сохи, в подчинении 288 душ мужского пола и 331 душа женского пола[19].
- Мыза Виземхоф (нем. Wiezemhof, латыш. Vijciema muiža) — Трикатский приход, во владении рыцарства в 1810−1920 годах; в 1816 году размер 18 и 3/8 сохи, в подчинении 606 душ мужского пола и 663 души женского пола[19].

#### Мызы, арендованные Ливонским рыцарством
- Мыза Аввинорм (нем. Awwinorm, эст. Avinurme mõis) — Тормаский приход, в пользовании рыцарства на условиях аренды в 1829−1905 годах.
- Мыза Торгель (нем. Torgel, эст. Tori mõis) — Торгельский приход, арендована рыцарством в 1820 году, в 1854 году на мызе был открыт конный завод, который действует до сих пор[21].

#### Государственные мызы, переданные обществу благородных девиц
- Мыза Кокенкау (нем. Kokenkau, эст. Koonga mõis) — Михайловский приход, передана в 1797 году на содержание Вильяндиского пансионата Дерптского общества благородных девиц[14][22].
- Мыза Курресар (нем. Kurresaar, эст. Kuressaare mõis) — Тарвастуский приход, передана в 1797 году на содержание Вильяндиского пансионата для благородных девиц[22].

### Сааремское рыцарство

#### Мызы Сааремского рыцарства
- Мыза Гроссенхоф (также мыза Сууре-Каарма, нем. Karmel-Großenhof, эст. Kaarma-Suuremõisa mõis, Suure-Kaarma mõis) — Каармаский приход, размер 6111 десятин.
- Мыза Магнусхоф (нем. Magnushof, эст. Elme mõis) — Каармаский приход, государственная мыза до 1798 года, когда Российский император Павел I подарил её Сааремскому рыцарству[23], размер 7455 десятин.
- Мыза Ладьял (нем. Ladjall, эст. Laadjala mõis) — Каармаский приход[24], размер 1452 десятины.
- Мыза Гольмхоф (нем. Holmhof, эст. Saare mõis) — Пёйдеский приход[25], размер 2527 десятин.
- Мыза Ней-Левель (нем. Neu-Löwel, эст. Uue-Lõve mõis) — Вальялаский приход, размер 3826 десятин.

#### Мыза пансионата для благородных девиц
- Мыза Орикюль (нем. Orriküll, эст. Oriküla mõis) — Кергельский приход, пожертвована дворянским семейством Бартоломей[26] в 1871 году пансионату для благородных девиц (убежища в имении Оррикюль, Кергельского прихода на острове Эзеле, для призрения дворянских девиц, записанных в матрикулы Лифляндской, Эстляндской и Курляндской губерний и острова Эзеля[27]).